# معیار کلی
معیار کِلی، استراتژی کِلی، فرمول کِلی، یا شرط کِلی فرمولی است در نظریهٔ احتمالات و انتخاب سرمایه‌گذاری میان‌مدت، که برای تعیین کردن اندازهٔ بهینهٔ شرط‌ها جهت بیشینه ساختن لگاریتم ثروت استفاده می‌شود. در اکثر سناریوهای شرط‌بندی، و بعضی سناریوهای سرمایه‌گذاری با ساده‌سازی مفروضات، استراتژی کِلی در بلندمدت از هر استراتژی اساساً متفاوتی بهتر عمل می‌کند. (منظور از بلندمدت، هر بازهٔ زمانی است که در آن تعداد شرط‌بندی‌های موفق به روی تعداد کل شرط‌بندی‌ها، برابر با احتمال آن است که هر شرط‌بندی داده‌شده موفق خواهد شد)
معیار کِلی برای شرط‌بندی روی یک مقدار از پیش تعیین‌شدهٔ دارایی‌ها است و می‌تواند برخلاف غریزه باشد. در یک مطالعه، به هر شرکت‌کننده ۲۵ دلار داده و از آن‌ها خواسته‌شد که روی یک سکه که در ۶۰ درصد مواقع شیر می‌آید، شرط‌بندی کنند. شرکت‌کننده‌ها ۳۰ دقیقه زمان داشتند؛ بنابراین، می‌توانستند حدوداً ۳۰۰ بار شرط‌بندی کنند؛ و جوایز تا محدودهٔ ۲۵۰ دلار بود. رفتار شرکت‌کننده‌ها از حالت بهینه بسیار دور بود. «به طرز قابل توجهی، ۲۸ درصد از شرکت‌کنندگان ورشکست شدند؛ و میانگین پرداخت‌ها تنها ۹۱ دلار بود. تنها ۲۱ درصد از شرکت‌کنندگان به بیشینهٔ جوایز رسیدند. ۱۸ نفر از ۶۱ شرکت‌کننده همهٔ دارایی خود را روی یک پرتاب سرمایه‌گذاری کردند، در حالی که دو سوم شرکت‌کنندگان در مواقعی از آزمایش، روی خط شرط‌بندی کردند.» با اسفاده از معیار کِلی و بر اساس شانس‌های آزمایش، بهترین رویکرد این است که ۲۰ درصد از دارایی را روی هر پرتاب شرط‌بندی کنیم؛ در صورت باخت، میزان شرط‌بندی را کاهش و در صورت برد، آن را افزایش دهیم.

## پیشینه
جان کِلی، کسی که در آزمایشگاه بِل شرکت AT&T کار می‌کرد، در اصل معیار کِلی را برای کمک کردن به AT&T در مسائلی راجع‌به اختلالات سیگنال‌های تلفن از راه دور ابداع کرد. کمی بعد از آن‌که روش کِلی تحت عنوان «یک تفسیر جدید از نرخ اطلاعات» منتشر شد، جامعهٔ شرط‌بندی از آن مطلع شد و پتانسیل آن را برای ایجاد یک سیستم شرط‌بندی بهینه درک کرد. این سیستم به قماربازان امکان این را می‌داد که سرمایهٔ بانکی خود را در طول زمان بیشینه کنند. امروزه، خیلی از مردم از آن به عنوان یک سیستم مدیریت مالی کُلی در نه تنها شرط‌بندی، بلکه سرمایه‌گذاری استفاده می‌کنند.

## شرح
برای شرط‌بندی‌های ساده با دو خروجی، که یکی شامل از دست‌دادن کل مبلغ شرط‌بندی و دیگری شامل بردن مبلغ شرط‌بندی ضرب‌در شانس برآورده‌شدن است، شرط کِلی برابر است با:
{\displaystyle f^{*}={\frac {bp-q}{b}}={\frac {p(b+1)-1}{b}}}
که در آن:
- {\displaystyle f^{*}}برابر است با کسری از سرمایهٔ فعلی به شرط‌بندی؛ برای مثال میزان شرط‌بندی.
- {\displaystyle b}برابر است با شانس خالص دریافت شده روی شرط‌بندی ({\displaystyle b}به ۱)؛ یعنی، شما می‌توانید {\displaystyle b}دلار برای ۱ دلار شرط‌بندی برنده شوید. (علاوه‌بر ۱ دلار شرط‌بندی)
- {\displaystyle p}برابر است با احتمال بردن
- {\displaystyle q}برابر است با احتمال باختن، که برابر است با {\displaystyle 1-p}

برای مثال، هنگامی که یک شرط‌بندی به احتمال ۶۰٪ شانس برد دارد ({\displaystyle p=0.6,q=0.4})، و قمارباز شانس ۱ به ۱ برای برد دریافت می‌کند ({\displaystyle b=1})، بنابراین قمارباز باید ۲۰٪ از سرمایه‌س بانکی خود را در هر شانس شرط‌بندی کند({\displaystyle f^{*}=0.20})، برای این‌که نرخ رشد سرمایهٔ بانکی خود را در بلندمدت بیشینه کند.
اگر {\displaystyle f^{*}}صفر باشد (برای مثال، اگر {\displaystyle b=q/p})، معیار کِلی پیش‌نهاد می‌کند که قمارباز روی هیچ مبلغی شرط نبندد.
اگر {\displaystyle f^{*}}منفی باشد، معیار کِلی پیش‌نهاد می‌دهد که قمارباز روی طرف دیگر شرط ببندد.
صورت کسر اول امید ریاضی برد از یک شرط‌بندی ۱ دلاری است، از آن‌جایی که شما یا با احتمال {\displaystyle p}، {\displaystyle b}دلار برنده می‌شوید یا با احتمال {\displaystyle q}، ۱ دلار شرط‌بندی خود را از دست می‌دهید؛ بنابراین {\displaystyle f^{*}}برابر است با امید ریاضی برد به روی میزان سود خالص حاصل از برد.
برای شرط‌بندی‌های برابر ({\displaystyle b=1})، فرمول اولیه به صورت زیر ساده می‌شود:
{\displaystyle f^{*}=p-q}
از آن‌جایی که {\displaystyle q=1-p}، این عبارت حتی به صورت زیر ساده‌تر می‌شود:
{\displaystyle f^{*}=2p-1}
یک مسئلهٔ کلی‌تر مربوط به تصمیمات سرمایه‌گذاری به صورت زیر است:
1. احتمال موفقیت {\displaystyle p}است.
2. اگر موفق شوید، ارزش سرمایهٔ شما از {\displaystyle 1}به {\displaystyle 1+b}افزایش می‌یابد.
3. اگر شکست بخورید (که احتمال آن برابر است با {\displaystyle q=1-p})، ارزش سرمایهٔ شما از {\displaystyle 1}به {\displaystyle 1-a}کاهش می‌یابد. (توجه کنید که تعریف قبلی، {\displaystyle a=1}در نظر گرفته می‌شد)

در این حالت، معیار کِلی فرمول نسبتاً ساده‌ای دارد:
{\displaystyle f^{*}=p/a-q/b}
توجه کنید که این فرمول برای {\displaystyle a=b=1}، به حالت خاص بالا ({\displaystyle f^{*}=p-q}) تبدیل می‌شود.
به وضوح، برای این‌که بتوانیم تصمیم بگیریم که حداقل مقدار کمی سرمایه‌گذاری کنیم ({\displaystyle f^{*}>0})، باید داشته‌باشیم:
{\displaystyle pb>qa}
که مشخصاً چیزی نیست جز این‌که مقدار سود مورد نظر شما باید از مقدار ضرر مورد نظرتان بیش‌تر باشد تا هرگونه سرمایه‌گذاری معنی داشته‌باشد.
نتیجهٔ کلی روشن می‌کند که چرا استفاده‌کردن از اهرم مالی، کسر بهینه از سرمایه برای سرمایه‌گذاری را کاهش می‌دهد؛ مانند حالتی که در آن {\displaystyle a>1}. به‌طور مشخص، هر چه‌قدر هم که احتمال موفقیت({\displaystyle p}) زیاد باشد، اگر {\displaystyle a}به اندازهٔ کافی بزرگ باشد، کسر بهینهٔ سرمایه‌گذاری صفر می‌شود؛ بنابراین، استفاده از اختلاف سرمایهٔ بیش از اندازه استراتژی سرمایه‌گذاری مناسبی نیست، هرچه‌قدر هم که شما سرمایه‌گذار خوبی باشید.

## اثبات
معیار کِلی، امید ریاضیلگاریتم دارایی را بیشینه می‌کند. ما با {\displaystyle 1}واحد سرمایه شروع می‌کنیم و کسر {\displaystyle f^{*}}روی یک خروجی که با احتمال {\displaystyle p}رخ می‌دهد و به ما {\displaystyle b}واحد سود می‌دهد، شرط‌بندی می‌کنیم. احتمال بردن برابر با {\displaystyle p}است؛ و در صورت برد، دارایی با {\displaystyle 1+f^{*}b}برابر می‌شود. احتمال باختن برابر با {\displaystyle 1-p}است؛ و در صورت باخت، دارایی با {\displaystyle 1-f^{*}}برابر می‌شود؛ بنابراین، امید ریاضی لگاریتم دارایی({\displaystyle E}) برابر است با:
{\displaystyle E=p\log {(1+f^{*}b)}+(1-p)\log {(1-f^{*})}}
برای پیدا کردن {\displaystyle f^{*}}که امید ریاضی برای آن بیشینه باشد، از معادلهٔ بالا مشتق می‌گیریم و حاصل را برابر صفر قرار می‌دهیم:
{\displaystyle {dE \over df^{*}}={\frac {pb}{1+f^{*}b}}-{\frac {1-p}{1-f^{*}}}=0}
از مرتب کردن معادلهٔ بالا، معیار کِلی به دست می‌آید:
{\displaystyle f^{*}={\frac {pb+p-1}{b}}}
برای اثبات کامل و دقیق، به مقاله‌ی اصلی کلی مراجعه کنید.

## معیار کِلی در عمل
معیار کِلی بر پایهٔ ریاضیات خالص بنا شده‌است؛ با این حال، عده‌ای از مردم می‌خواهند بدانند آیا سیستمی که در اصل برای تلفن‌ها ابداع شده در عمل در بازار بورس یا عرصهٔ شرط‌بندی مؤثر عمل می‌کند؟
با نشان دادن رشد شبیه‌سازی شدهٔ یک حساب تجاری بر مبنای ریاضیات خالص، یک نمودار سهام می‌تواند تأثیر این سیستم را اثبات کند. به عبارت دیگر، دو متغیر باید درست وارد شوند و باید فرض شود که سرمایه‌گذار قادر است این عملکرد را حفظ کند. به مثال زیر توجه کنید:
تصویر فوق فعالیت ۵۰ حساب تجاری شبیه‌سازی شده را به وسیلهٔ یک منحنی صوری نشان می‌دهد. میانگین مقدار برنده‌شده با میانگین مقدار از دست‌داده برابر است؛ با این حال، مردم قادر بودند که در ۶۰ درصد مواقع برنده شوند. معیار کِلی سپس به آن‌ها پیشنهاد می‌کند که ۱۹ درصد از کل دارایی خود را به هر سهم اختصاص دهند (حدود ۵ سهم در اختیار آن‌ها قرار می‌دهد). نتیجهٔ بازگشت سرمایه در بلندمدت برای همهٔ سرمایه‌گذاران مثبت بوده‌است (گرچه در کوتاه‌مدت بازه‌هایی مشاهده می‌شود که سرمایه در آن‌ها افت کرده‌است). بیش‌ترین نرخ بازگشت سرمایه ۱۴۰ درصد در طول ۴۵۳ واحد زمانی بوده‌است (از ۱۰۰ شروع شده و تا ۲۴۰ بالا رفته‌است). هر واحد زمانی نشان‌دهندهٔ مدت زمان بین معاملات یا خروجی‌های سیستم تجاری است.

## نقاط ضعف
برخی از ویژگی‌های منفی معیار کِلی به شرح زیر است:
- هنگامی که شرط‌بندی مساعد و ریسک شکست کم باشد، معیار کِلی کسر بزرگی از دارایی را برای شرط‌بندی پیشنهاد می‌کند که این می‌تواند منجر به یک باخت سنگین شود.
- در پرتاب سکه، هر استراتژی که کسر ثابتی برای شرط‌بندی پیشنهاد می‌کند، دارای این ویژگی است که اگر تعداد بردها و تعداد باخت‌ها برابر باشند، فرد ضرر می‌کند. برای {\displaystyle n}برد و {\displaystyle n}باخت و سرمایهٔ اولیهٔ {\displaystyle W_{0}}داریم:

{\displaystyle W_{2n}=W_{0}(1-f^{2})^{n}}
- نرخ بازگشت متوسط بدون وزن، به نصف نرخ بازگشت محاسبه شده میل می‌کند؛ بنابراین، شما ممکن است به صورت مستمر کم‌تر از آنچه انتظار دارید برنده شوید. این ویژگی، نتیجهٔ به‌طور مساوی وزن دادن به شرط‌بندی‌ها است.
- علی‌رغم رشد بلندمدت بهتر، معیار کِلی می‌تواند مانند هر استراتژی دیگری خروجی بازگشت ضعیفی داشته‌باشد. برای مثال، ۷۰۰ بار شرط‌بندی کردن روی پدیده‌ای با احتمال وقوع حداقل ۱۹ درصد و سود ۱۴ درصد می‌تواند ۱۰۰۰ دلار را به ۱۸ دلار تبدیل کند.